# Dłutów
Dłutów è un comune rurale polacco del distretto di Pabianice, nel voivodato di Łódź.
Ricopre una superficie di 100,47 km² e nel 2004 contava 4 090 abitanti.